# Spea hammondii
El sapo mosquero occidental (Spea hammondii) es una especie de anfibio anuro de la familia Scaphiopodidae.
Tiene una piel relativamente lisa. Sus ojos dorados pálidos con pupilas verticales. Tiene dorso verde o gris con tubérculos con pintas naranja, y color blancuzco en su vientre. Los adultos miden entre 3,8-7,5 cm de largo.
Los juveniles lucen similares a los adultos, pero con más manchas.
Las poblaciones de Spea hammondii  se localizan muy ampliamente. Prefieren pasturas, arbustales y chaparrales. Son  noctuídos, y su actividad se limita a la estación húmeda, tormentas veraniegas, o durante los atardeceres con elevada humedad ambiente. Es fácilmente maniobrable, con menos secreciones cutáneas que otras especies en su área.